# Château Lacour de Saint-Agrève
Pour les articles homonymes, voir Château Lacour.
Le château Lacour est une fortification située sur la commune de Saint-Agrève dans le département de l'Ardèche.

## Historique
La maison-grange de Lacour appartenant en propre à Phélise d'Asseyne fut transformée par elle en château : au dessus de la porte du donjon on peut lire l'inscription "CONSTRUCTA FUIT PER FELISA ASSENA DOMINA A DOMOSOLA ET ALIAS A.D.MDXCII", surmontée du blason de la famille de Maisonseule et de la date 1592; Phélise d'Asseyne était alors veuve de Christophe de la Gruterie auquel elle avait apporté en dot le château de Maisonseule. 
Aux XVIIe et XVIIIe siècles furent construites des dépendances à usage de ferme. Le château fut remanié au XIXe siècle.
Vers 1965 le château Lacour est vendu à usage de colonie de vacances. Cette jolie colonie de vacances qui s'appelait Notre Dame des Mines et appartenait à la paroisse de Molières-sur-Cèze fit construire un hangar masquant la vue du château depuis la route. 
Une dépendance du Château Lacour a servi de discothèque (au nom éponyme) de 1980 à 2009 . Pendant ces années-là de très nombreux concerts s'y sont tenus, rassemblant les grands noms du reggae internationale . 